# Флэк, Кен
Кеннет Элиот   Флэк (англ. Kenneth Eliot   Flach; 24 мая 1963, Сент-Луис — 12 марта 2018, Сан-Франциско) — американский профессиональный теннисист и теннисный тренер, мастер парной игры. Олимпийский чемпион 1988 года, четырёхкратный победитель турниров Большого шлема и победитель итогового турнира WCT 1985 года в мужском парном разряде; двукратный победитель турниров Большого шлема в смешанном парном разряде; победитель командного Кубка мира 1990 года в составе сборной США.

## Спортивная карьера
В 1984 году Кен Флэк окончил колледж в Эдуардсвилле (Иллинойс), где вместе с ним учился Роберт Сегусо. Во время учёбы, в 1983 году, он был избран в символическую сборную спортсменов-любителей как в парном, так и в одиночном разряде, а кроме того, дважды выигрывал студенсческое первенство США (NCAA) во втором дивизионе в одиночном разряде. После окончания колледжа Флэк и Сегусо продолжили сотрудничество на корте уже в ранге профессионалов и в общей сложности завоевали 27 титулов в турнирах Гран-При, WCT и АТР. С 1985 года они регулярно выступали вместе в парном разряде за сборную США в Кубке Дэвиса и одержали 10 побед при двух поражениях (ещё одну победу Флэк одержал в паре с Полом Аннаконе). Высшим их достижением было участие в финале турнира в 1991 году, где сборная США уступила французам.
Первый свой финал турнира Гран-При Сегусо и Флэк провели в 1983 году в Тайбэе, а в последний раз вместе играли в финале в чемпионате мира по версии АТР восемь лет спустя в Йоханнесбурге. Наиболее важными успехами пары Сегусо-Флэк стали:
- выигрыш Итогового турнира WCT и Открытого чемпионата США в 1985 году; в том же году, выиграв семь турниров, они были признаны АТР лучшей парой года
- последовательные победы на Уимблдоне в 1987 и 1988 годах
- победа на первом после 70-летнего перерыва олимпийском теннисном турнире в Сеуле в 1988 году

В рамках командных турниров, помимо участия в финале Кубка Дэвиса в 1991 году, они также дважды доходили до финала командного Кубка мира в 1985 и 1988 годах и наконец добились победы в 1990 году. В командном Кубке мира, как и в Кубке Дэвиса, Сегусо и Флэк выиграли 10 матчей при всего двух поражениях.
На счету Кена Флэка в эти годы также две победы в турнирах Большого шлема: в паре с Кэти Джордан он первенствовал в Открытом чемпионате Франции и на Уимблдонском турнире 1986 года.
После расставания с Сегусо в начале 1992 года Флэк стал партнёром  другого американца, Тодда Уитскена. За год они дошли до двух финалов и один из них, в турнире серии АТР Мастерс в Майами, выиграли. Флэк, привыкший быть в числе лучших в парном разряде, закончил год за пределами первой полусотни рейтинга АТР. В марте следующего года новым партнёром Флэка стал Рик Лич. С ним Флэку удалось завоевать свой четвёртый титул в мужских парах на турнирах Большого шлема, вторично выиграв Открытый чемпионат США, но в десятку лучших Флэк так и не вернулся. В последующие годы с ним играли разные партнёры, среди которых, помимо Лича и Сегусо, были Андерс Яррид, Ян Апелль, Дэвид Уитон, Андрей Ольховский, молодой Марк Ноулз и младший брат Даг. Последним успехом Флэка стал выход с Уитоном в финал турнира АТР в Пайнхерсте (Северная Каролина) в 1996 году.
Помимо парного, Флэк выступал и в одиночном разряде, проведя с 1982 по 1995 год больше 150 матчей в турнирах разного ранга. Его высшими достижениями были выход в 1/8 финала на Открытом чемпионате США в 1987 году и в полуфинал турнира в Лас-Вегасе в 1985 году. Он ни разу не побеждал соперников из первой десятки рейтинга, но на его счету победа над семнадцатой ракеткой мира Мартином Хайте на Уимблдоне в 1986 году.
После ухода с корта Флэк занимался тренерской работой. С 1997 года он тренировал команду Университета Вандербильта. Он также работал с Стэном Смитом и Томом Галликсоном в тренерской группе Теннисной ассоциации США. В 2005 году Флэк ушёл из университета в частный теннисный клуб Naples Tennis.

## Личная жизнь
Кен Флэк был дважды женат. Его первой женой в 1986 году стала модель Сандра Фримен. В марте 2010 года женился на профессиональном визажисте Кристине Фридман.
Скончался 12 марта 2018 года от пневмонии в Медицинском центре Калифорнийского университета в Сан-Франциско.

## Участие в финалах турниров Большого шлема за карьеру (8)

### Мужской парный разряд (6)

#### Победы (4)
| Год  | Турнир                     | Покрытие | Партнёр       | Соперники в финале                  | Счёт в финале             |
| ---- | -------------------------- | -------- | ------------- | ----------------------------------- | ------------------------- |
| 1985 | Открытый чемпионат США     | Хард     | Роберт Сегусо | Анри Леконт Янник Ноа               | 6–7, 7–6, 7–6, 6–0        |
| 1987 | Уимблдонский турнир        | Трава    | Роберт Сегусо | Серхио Касаль Эмилио Санчес-Викарио | 3–6, 6–76, 7–63, 6–1, 6–4 |
| 1988 | Уимблдонский турнир (2)    | Трава    | Роберт Сегусо | Джон Фицджеральд Андерс Яррид       | 6–4, 2–6, 6–4, 7–63       |
| 1993 | Открытый чемпионат США (2) | Hard     | Рик Лич       | Мартин Дамм Карел Новачек           | 6–7, 6–4, 6–2             |

#### Поражения (2)
| Год  | Турнир                     | Покрытие | Партнёр       | Соперники в финале         | Счёт в финале           |
| ---- | -------------------------- | -------- | ------------- | -------------------------- | ----------------------- |
| 1987 | Открытый чемпионат США     | Хард     | Роберт Сегусо | Стефан Эдберг Андерс Яррид | 6–7, 2–6, 6–4, 7–5, 6–7 |
| 1989 | Открытый чемпионат США (2) | Хард     | Роберт Сегусо | Марк Вудфорд Джон Макинрой | 4–6, 6–4, 3–6, 3–6      |

### Смешанный парный разряд (2)

#### Победы (2)
| Год  | Турнир                     | Покрытие | Партнёр      | Соперники в финале                 | Счёт в финале |
| ---- | -------------------------- | -------- | ------------ | ---------------------------------- | ------------- |
| 1986 | Открытый чемпионат Франции | Грунт    | Кэти Джордан | Розалин Фэрбенк Марк Эдмондсон     | 3–6, 7–6, 6–3 |
| 1986 | Уимблдонский турнир        | Трава    | Кэти Джордан | Мартина Навратилова Хайнц Гюнтхард | 6–3, 7–67     |

## Участие в финалах турниров в мужском парном разряде за карьеру (58)
| Легенда                          |
| -------------------------------- |
| Большой шлем (6)                 |
| Мастерс / Чемпионат мира АТР (2) |
| Итоговый турнир WCT (1)          |
| Олимпийские игры (1)             |
| ATP Masters (3)                  |
| ATP Championship Series (5)      |
| ATP World series (5)             |
| Гран-При / WCT (35)              |

| Финалы по типу покрытия |
| ----------------------- |
| Хард (31)               |
| Грунт (9)               |
| Трава (6)               |
| Ковёр (12)              |

### Победы (34)
| №   | Дата        | Турнир                                                  | Покрытие | Партнёр       | Соперники в финале                  | Счёт в финале           |
| --- | ----------- | ------------------------------------------------------- | -------- | ------------- | ----------------------------------- | ----------------------- |
| 1.  | 11 июн 1984 | Открытый чемпионат Италии, Рим                          | Грунт    | Роберт Сегусо | Джон Александер Майк Лич            | 3–6, 6–3, 6–4           |
| 2.  | 23 июл 1984 | Чемпионат США среди профессионалов, Бостон              | Грунт    | Роберт Сегусо | Гэри Доннелли Эрни Фернандес        | 6–4, 6–4                |
| 3.  | 13 авг 1984 | Чемпионат США на грунтовых кортах, Индианаполис         | Грунт    | Роберт Сегусо | Хайнц Гюнтхардт Балаж Тароци        | 7–6, 7–5                |
| 4.  | 17 сен 1984 | Лос-Анджелес, США                                       | Хард     | Роберт Сегусо | Сэнди Майер Войцех Фибак            | 4–6, 6–4, 6–3           |
| 5.  | 29 окт 1984 | Гонконг                                                 | Хард     | Роберт Сегусо | Пол Макнами Марк Эдмондсон          | 6–7, 6–3, 7–5           |
| 6.  | 6 ноя 1984  | Теннисный Гран-при Тайбэя, Китайская Республика         | Ковёр    | Роберт Сегусо | Дрю Гитлин Хэнк Пфистер             | 6–1, 6–7, 6–2           |
| 7.  | 6 янв 1985  | Итоговый турнир WCT, Лондон, Великобритания             | Ковёр    | Роберт Сегусо | Хайнц Гюнтхардт Балаж Тароци        | 6–3, 3–6, 6–3, 6–0      |
| 8.  | 1 апр 1985  | Форт-Майерс, Флорида, США                               | Хард     | Роберт Сегусо | Сэмми Джаммалва Дэвид Пейт          | 3–6, 6–3, 6–3           |
| 9.  | 13 мая 1985 | Нью-Йорк, США                                           | Грунт    | Роберт Сегусо | Живалдо Барбоза Иван Клей           | 7–5, 6–2                |
| 10. | 17 июн 1985 | Stella Artois Championships, Лондон                     | Трава    | Роберт Сегусо | Пат Кэш Джон Фицджеральд            | 3–6, 6–3, 16–14         |
| 11. | 29 июл 1985 | Чемпионат США на грунтовых кортах, Индианаполис (2)     | Грунт    | Роберт Сегусо | Павел Сложил Ким Уорик              | 6–4, 6–4                |
| 12. | 19 авг 1985 | Открытый чемпионат Канады, Монреаль                     | Хард     | Роберт Сегусо | Стефан Эдберг Андерс Яррид          | 5–7, 7–6, 6–3           |
| 13. | 9 сен 1985  | Открытый чемпионат США, Нью-Йорк                        | Хард     | Роберт Сегусо | Анри Леконт Янник Ноа               | 6–7, 7–6, 7–6, 6–0      |
| 14. | 28 окт 1985 | Seiko Super Tennis, Токио, Япония                       | Ковёр    | Роберт Сегусо | Скотт Дэвис Дэвид Пейт              | 4–6, 6–3, 7–6           |
| 15. | 10 фев 1986 | Volvo U. S. National Indoor, Мемфис, США                | Ковёр    | Роберт Сегусо | Ги Форже Андерс Яррид               | 6–4, 4–6, 7–6           |
| 16. | 31 мар 1986 | Чикаго, США                                             | Ковёр    | Роберт Сегусо | Франсиско Гонсалес Эдди Эдвардс     | 6–0, 7–5                |
| 17. | 20 окт 1986 | Открытый чемпионат Японии, Токио                        | Ковёр    | Мэтт Энгер    | Джимми Ариас Грег Холмс             | 6–2, 6–3                |
| 18. | 6 июл 1987  | Уимблдонский турнир, Лондон                             | Трава    | Роберт Сегусо | Серхио Касаль Эмилио Санчес-Викарио | 3–6, 6–7, 7–6, 6–1, 6–4 |
| 19. | 24 авг 1987 | Cincinnati Open, США                                    | Хард     | Роберт Сегусо | Стив Дентон Джон Фицджеральд        | 7–5, 6–3                |
| 20. | 13 июн 1988 | Stella Artois Championships, Лондон (2)                 | Трава    | Роберт Сегусо | Дани Виссер Питер Олдрич            | 6–2, 7–6                |
| 21. | 4 июл 1988  | Уимблдонский турнир (2)                                 | Трава    | Роберт Сегусо | Джон Фицджеральд Андерс Яррид       | 6–4, 2–6, 6–4, 7–6      |
| 22. | 15 авг 1988 | Открытый чемпионат Канады, Торонто (2)                  | Хард     | Роберт Сегусо | Эндрю Касл Тим Уилкинсон            | 7–6, 6–3                |
| 23. | 26 сен 1988 | Олимпийские игры, Сеул, Южная Корея                     | Хард     | Роберт Сегусо | Серхио Касаль Эмилио Санчес-Викарио | 6–3, 6–4, 6–7, 6–7, 9–7 |
| 24. | 14 ноя 1988 | Чемпионат Уэмбли, Лондон                                | Ковёр    | Роберт Сегусо | Брэд Дрюэтт Мартин Дэвис            | 7–5, 6–2                |
| 25. | 24 апр 1989 | Suntory Japan Open Tennis Championships, Токио (2)      | Хард     | Роберт Сегусо | Кевин Каррен Дэвид Пейт             | 7–6, 7–6                |
| 26. | 21 авг 1989 | Cincinnati Open (2)                                     | Хард     | Роберт Сегусо | Дани Виссер Питер Олдрич            | 6–4, 6–4                |
| 27. | 6 мая 1991  | Тампа, Флорида, США                                     | Грунт    | Роберт Сегусо | Дэвид Пейт Ричи Ренеберг            | 6–7, 6–4, 6–1           |
| 28. | 12 авг 1991 | Thriftway ATP Championships, Цинциннати (3)             | Хард     | Роберт Сегусо | Грант Коннелл Гленн Мичибата        | 6–7, 6–4, 7–5           |
| 29. | 19 авг 1991 | Чемпионат США на твёрдых кортах, Индианаполис           | Хард     | Роберт Сегусо | Кент Киннэр Свен Салумаа            | 7–6, 6–4                |
| 30. | 23 мар 1992 | Lipton International Players Championships, Майами, США | Хард     | Тодд Уитскен  | Кент Киннэр Свен Салумаа            | 6–4, 6–3                |
| 31. | 12 апр 1993 | Suntory Japan Open Tennis Championships, Токио (3)      | Хард     | Рик Лич       | Гленн Мичибата Дэвид Пейт           | 2–6, 6–3, 6–4           |
| 32. | 21 июн 1993 | Открытый чемпионат Манчестера, Великобритания           | Трава    | Рик Лич       | Стефан Крюгер Гленн Мичибата        | 6–4, 6–1                |
| 33. | 13 сен 1993 | Открытый чемпионат США, Нью-Йорк (2)                    | Хард     | Рик Лич       | Мартин Дамм Карел Новачек           | 6–7, 6–4, 6–2           |
| 34. | 28 фев 1994 | Чемпионат Аризоны, Скоттсдейл, США                      | Хард     | Ян Апелль     | Алекс О'Брайен Сэндон Столл         | 6–0, 6–4                |

### Поражения (24)
| №   | Дата        | Турнир                                                       | Покрытие | Партнёр       | Соперники в финале               | Счёт в финале           |
| --- | ----------- | ------------------------------------------------------------ | -------- | ------------- | -------------------------------- | ----------------------- |
| 1.  | 12 дек 1983 | Теннисный Гран-при Тайбэя, Китайская Республика              | Ковёр    | Роберт Сегусо | Уолли Мазур Ким Уорик            | 7–6, 6–4                |
| 2.  | 16 июл 1984 | Hall of Fame Championships, Ньюпорт, Род-Айленд, США         | Трава    | Роберт Сегусо | Дэвид Грэм Лори Уордер           | 6–4, 7–6                |
| 3.  | 25 фев 1985 | Pilot Pen Classic, Ла-Квинта, Калифорния, США                | Хард     | Роберт Сегусо | Хайнц Гюнтхардт Балаж Тароци     | 3–6, 7–6, 6–3           |
| 4.  | 8 апр 1985  | Чикаго, США                                                  | Ковёр    | Роберт Сегусо | Джохан Крик Янник Ноа            | 3–6, 4–6, 7–5, 6–1, 6–4 |
| 5.  | 20 мая 1985 | Открытый чемпионат Италии, Рим                               | Грунт    | Роберт Сегусо | Матс Виландер Андерс Яррид       | 4–6, 6–3, 6–2           |
| 6.  | 12 авг 1985 | Volvo International, Страттон-Маунтин, Вермонт, США          | Хард     | Роберт Сегусо | Скотт Дэвис Дэвид Пейт           | 3–6, 7–6, 7–6           |
| 7.  | 9 мар 1987  | Lipton International Players Championships, Майами, США      | Хард     | Роберт Сегусо | Пол Аннаконе Кристо ван Ренсбург | 6–2, 6–4, 6–4           |
| 8.  | 27 апр 1987 | Открытый чемпионат Сеула, Южная Корея                        | Хард     | Джим Грэбб    | Эрик Корита Майк Лич             | 6–7, 6–1, 7–5           |
| 9.  | 20 июл 1987 | Ливингстон, Нью-Джерси, США                                  | Хард     | Роберт Сегусо | Гэри Доннелли Грег Холмс         | 7–6, 6–3                |
| 10. | 14 сен 1987 | Открытый чемпионат США, Нью-Йорк                             | Хард     | Роберт Сегусо | Стефан Эдберг Андерс Яррид       | 7–6, 6–2, 4–6, 5–7, 7–6 |
| 11. | 16 ноя 1987 | Чемпионат Уэмбли, Лондон, Великобритания                     | Ковёр    | Роберт Сегусо | Милослав Мечирж Томаш Шмид       | 7–5, 6–4                |
| 12. | 13 дек 1987 | Мастерс, Лондон                                              | Ковёр    | Роберт Сегусо | Милослав Мечирж Томаш Шмид       | 6–4, 7–5, 6–7, 6–3      |
| 13. | 28 мар 1988 | Lipton International Players Championships, Майами (2)       | Хард     | Роберт Сегусо | Джон Фицджеральд Андерс Яррид    | 7–6, 6–1, 7–5           |
| 14. | 2 авг 1988  | Чемпионат США на твёрдых кортах, Индианаполис, США           | Хард     | Роберт Сегусо | Рик Лич Джим Пух                 | 6–4, 6–3                |
| 15. | 21 ноя 1988 | Детройт, США                                                 | Ковёр    | Роберт Сегусо | Рик Лич Джим Пух                 | 6–4, 6–1                |
| 16. | 11 сен 1989 | Открытый чемпионат США, Нью-Йорк (2)                         | Хард     | Роберт Сегусо | Марк Вудфорд Джон Макинрой       | 6–4, 4–6, 6–3, 6–3      |
| 17. | 9 окт 1989  | Du Pont Classic, Орландо, США                                | Хард     | Роберт Сегусо | Скотт Дэвис Тим Посат            | 7–5, 5–7, 6–4           |
| 18. | 25 мар 1991 | Lipton International Players Championships, Майами (3)       | Хард     | Роберт Сегусо | Пит Норвал Уэйн Феррейра         | 5–7, 7–6, 6–2           |
| 19. | 22 июл 1991 | Sovran Bank Classic, Вашингтон, США                          | Хард     | Роберт Сегусо | Скотт Дэвис Дэвид Пейт           | 6–4, 6–2                |
| 20. | 24 ноя 1991 | Чемпионат мира АТР, Йоханнесбург, ЮАР (2)                    | Хард (i) | Роберт Сегусо | Джон Фицджеральд Андерс Яррид    | 6–4, 6–4, 2–6, 6–4      |
| 21. | 20 июл 1992 | Sovran Bank Classic, Вашингтон (2)                           | Хард     | Тодд Уитскен  | Брет Гарнетт Джаред Палмер       | 6–2, 6–3                |
| 22. | 23 авг 1993 | RCA Championships, Индианаполис (2)                          | Хард     | Рик Лич       | Скотт Дэвис Тодд Мартин          | 6–4, 6–4                |
| 23. | 16 мая 1994 | Americas Red Clay Championships, Корал-Спрингз, Флорида, США | Грунт    | Стефан Симиан | Лан Бейл Бретт Стивен            | 6–3, 7–5                |
| 24. | 13 мая 1996 | Пайнхерст, Северная Каролина, США                            | Грунт    | Дэвид Уитон   | Пат Кэш Патрик Рафтер            | 6–2, 6–3                |

## Выступления в командных турнирах

### Финалы командных турниров (1)

#### Поражения (1)
| №  | Год  | Турнир       | Команда                                       | Соперник в финале           | Счёт |
| 1. | 1991 | Кубок Дэвиса | США А. Агасси, К. Флэк, П. Сампрас, Р. Сегусо | Франция Г. Форже, А. Леконт | 1-3  |

### Результаты выступлений в центральных турнирах в мужском парном разряде
| Турнир                       | 1983 | 1984 | 1985 | 1986 | 1987 | 1988 | 1989 | 1990 | 1991 | 1992 | 1993 | 1994 | 1995 | 1996 | Итого  | В / П за карьеру |
| ---------------------------- | ---- | ---- | ---- | ---- | ---- | ---- | ---- | ---- | ---- | ---- | ---- | ---- | ---- | ---- | ------ | ---------------- |
| Открытый чемпионат Австралии | 3R   | 2R   | A    | -    | 1/2  | A    | A    | A    | A    | A    | A    | 1/4  | A    | 1R   | 0 / 5  | 8–5              |
| Открытый чемпионат Франции   | A    | 1R   | 1/4  | 1/4  | A    | 1/4  | A    | 2R   | 2R   | 2R   | 2R   | 1R   | 1R   | 1R   | 0 / 11 | 13–11            |
| Уимблдонский турнир          | A    | 3R   | 1R   | 1/4  | П    | П    | 1/2  | 1/4  | 3R   | 3R   | 2R   | 2R   | 1R   | 1R   | 2 / 13 | 30–11            |
| Открытый чемпионат США       | 1R   | 2R   | П    | A    | Ф    | 1/2  | Ф    | 3R   | 1/2  | 2R   | П    | 1R   | 1/4  | 1R   | 2 / 13 | 37–10            |
| Мастерс / Чемпионат мира АТР | A    | A    | 1/2  | A    | Ф    | RR   | A    | A    | Ф    | A    | A    | A    | A    | A    | 0 / 4  | 10–6             |